# Brigitte Bako
Brigitte Bako (Montréal, 15 maggio 1967) è un'attrice canadese.

## Biografia
La Bako nacque a Montréal da genitori ebrei. Studiò con il Grand Ballets du Canada e fu attiva nella compagnia Canadian National Shakespeare Company. Ha recitato in produzioni hollywoodiane, numerosi film canadesi e film girati in Canada da produttori statunitensi. La prima interpretazione di rilievo della Bako fu nel film di Martin Scorsese New York Stories. Nel 1993 ricevette inoltre una nomination ai Genie Award come miglior attrice. Nello stesso anno recitò anche in I Love a Man in Uniform, che fu la sua prima collaborazione con il produttore canadese Robert Lantos.
Successivamente recitò al fianco di David Duchovny e Billy Wirth in Red Shoe Diaries, di Benjamin Bratt e Michael Keaton in One Good Cop e di Ralph Fiennes in Strange Days. Nel 2002 il film Saint Monica fu presentato al Toronto International Film Festival, dove la Bako ricevette una nomination ai Genie Award come migliore attrice non protagonista. In G-Spot, oltre ad avere un ruolo di protagonista, la Bako scrisse la sceneggiatura e condusse la produzione esecutiva. La Bako lavorò ancora con David Duchovny in un episodio del 2007 della serie Californication (9º Episodio, Filthy Lucre, nel quale interpreta una venditrice di Porsche).

## Filmografia

### Cinema
- New York Stories, regia di Woody Allen, Francis Ford Coppola e Martin Scorsese (1989)
- La giustizia di un uomo (One Good Cop), regia di Heywood Gould (1991)
- L'uomo in uniforme (I Love a Man in Uniform), regia di David Wellington (1993)
- Dark Tide, regia di Luca Bercovici (1994)
- Replikator, regia di G. Philip Jackson (1994)
- Strange Days, regia di Kathryn Bigelow (1995)
- Irving, regia di Jason Bloom (1995)
- I due volti dell'assassino (Double Take), regia di Mark L. Lester (1997)
- Dinner and Driving, regia di Lawrence Trilling (1997)
- Paranoia, regia di Larry Brand (1997)
- The Week That Girl Died, regia di Sean Travis (1998)
- L'Informatore (Primary Suspect), regia di Jeff Celentano (2000)
- Sweet Revenge, regia di Gordon McLennan (2001)
- Wrong Number, regia di Richard Middleton (2001)
- Saint Monica, regia di Terrance Odette (2002)
- Who's the Top?, regia di Jennie Livingston - cortometraggio (2005)

### Televisione
- E giustizia per tutti (Equal Justice) – serie TV, 1 episodio (1991)
- Orchidea selvaggia 3 (Red Shoe Diaries), regia di Zalman King – film TV (1992)
- Fifteenth Phase of the Moon, regia di Mark Amos Nealey - cortometraggio (1992)
- Class of '96 – serie TV, 1 episodio (1993)
- Strangers – serie TV, 1 episodio (1996)
- La fuga (The Escape), regia di Stuart Gillard – film TV (1998)
- Secret Agent Man – serie TV, 1 episodio (2000)
- Quello che gli uomini non dicono (The Mind of the Married Man) – serie TV, 5 episodi (2001-2002)
- The Atwood Stories – serie TV, 1 episodio (2003)
- Law & Order - I due volti della giustizia (Law & Order) – serie TV, 1 episodio (2004)
- G-Spot – serie TV, 24 episodi (2005-2009)
- Californication – serie TV, 1 episodio (2007)